# Tristan Lennox
Tristan Lennox, född 21 oktober 2002, är en kanadensisk professionell ishockeymålvakt som är kontrakterad till New York Islanders i National Hockey League (NHL) och spelar för Rocket de Laval i American Hockey League (AHL).
Han har tidigare spelat för Worcester Railers i ECHL och Sarnia Sting i Ontario Hockey League (OHL).
Lennox draftades av New York Islanders i tredje rundan i 2021 års draft som 93:e spelare totalt.